# Kia Rio
La Kia Rio est une citadine produite par le constructeur automobile sud-coréen Kia depuis 2000.

## Première génération (2000-2005)
La Kia Rio (ou Kia Pride en Corée du Sud) est une voiture de type citadine de la marque Kia qui est sortie sur le marché en août 2000, en tant que modèle d'entrée de gamme à la suite de la fusion entre Kia et Hyundai en 1999. Il s'agit du premier modèle issu de cette fusion.
La version européenne a été commercialisée avec plusieurs niveaux de finition. Les équipements de série pour toutes les versions incluent la direction assistée et l'airbag conducteur. L'ABS est disponible en option pour les voitures d'entrée de gamme, mais équipée en série sur les modèles haut de gamme.
La Rio est disponible sous la forme d'une berline tricorps à 4 portes (indisponible en France, mais proposée ailleurs dans le monde, y compris dans certains pays d'Europe) et d'une petit break à 5 portes. Dans certains pays, la version 5 portes a un nom spécifique, comme Rio Cinco (États-Unis), Rio RX-V (Canada) ou encore Rio Look (Chili).
Une mise à jour du modèle en 2003 porte sa longueur à 4,24m (soit 2,5 centimètres de plus que la phase 1). La Rio reçoit également des améliorations au niveau du moteur, de la suspension et des freins. Le style extérieur est modifié (l'avant se rapproche de la Cerato), tout comme celui intérieur.
La production en Corée du Sud cesse en 2005. C'est cette même année qu'elle démarre en Iran, où le modèle sera fabriqué jusqu'en 2012 par SAIPA. La Rio de première génération est également fabriqué en Équateur par AYMESA jusqu'en 2013.

Kia Rio I
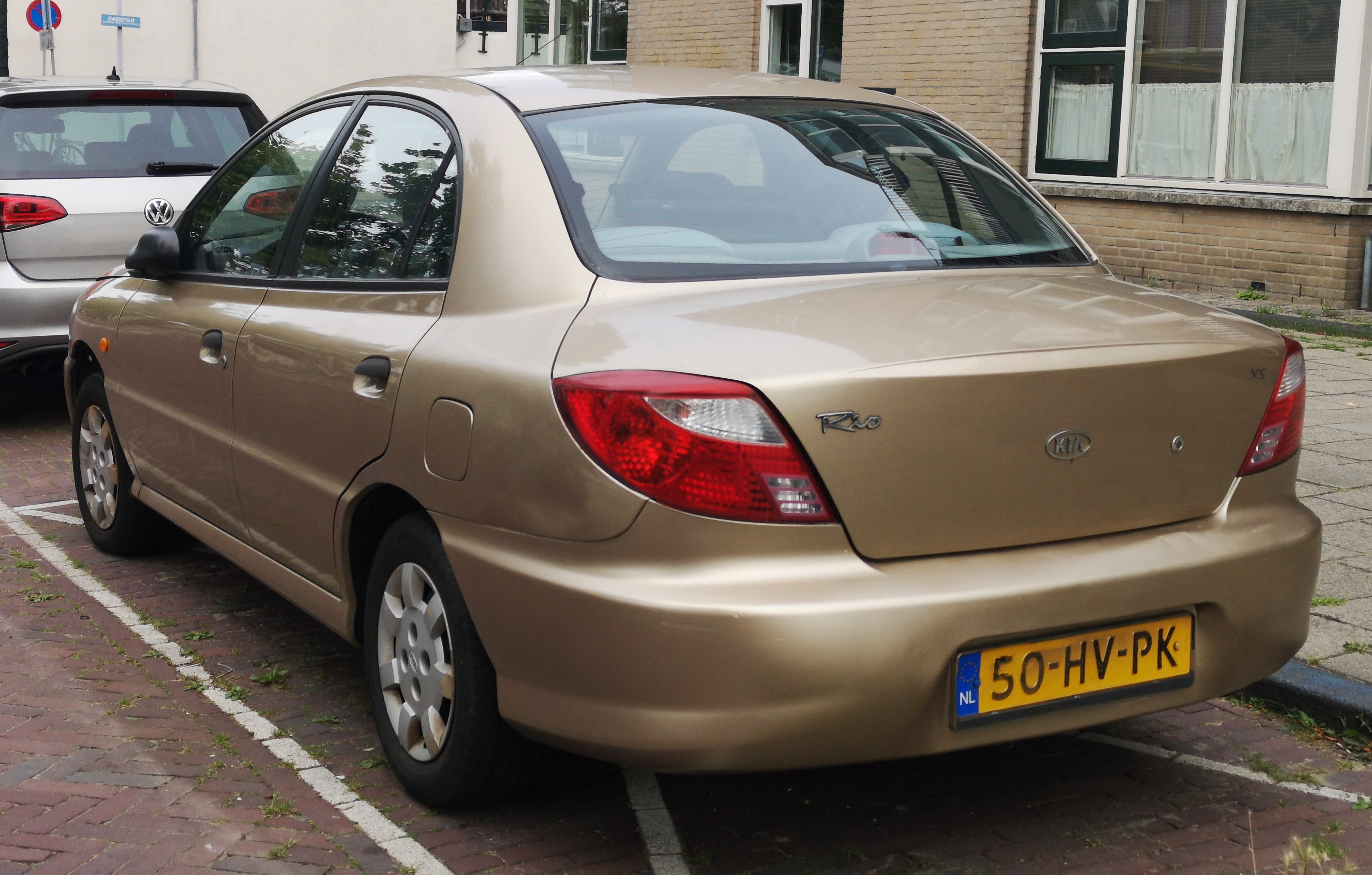
Kia Rio I 4 portes phase 1
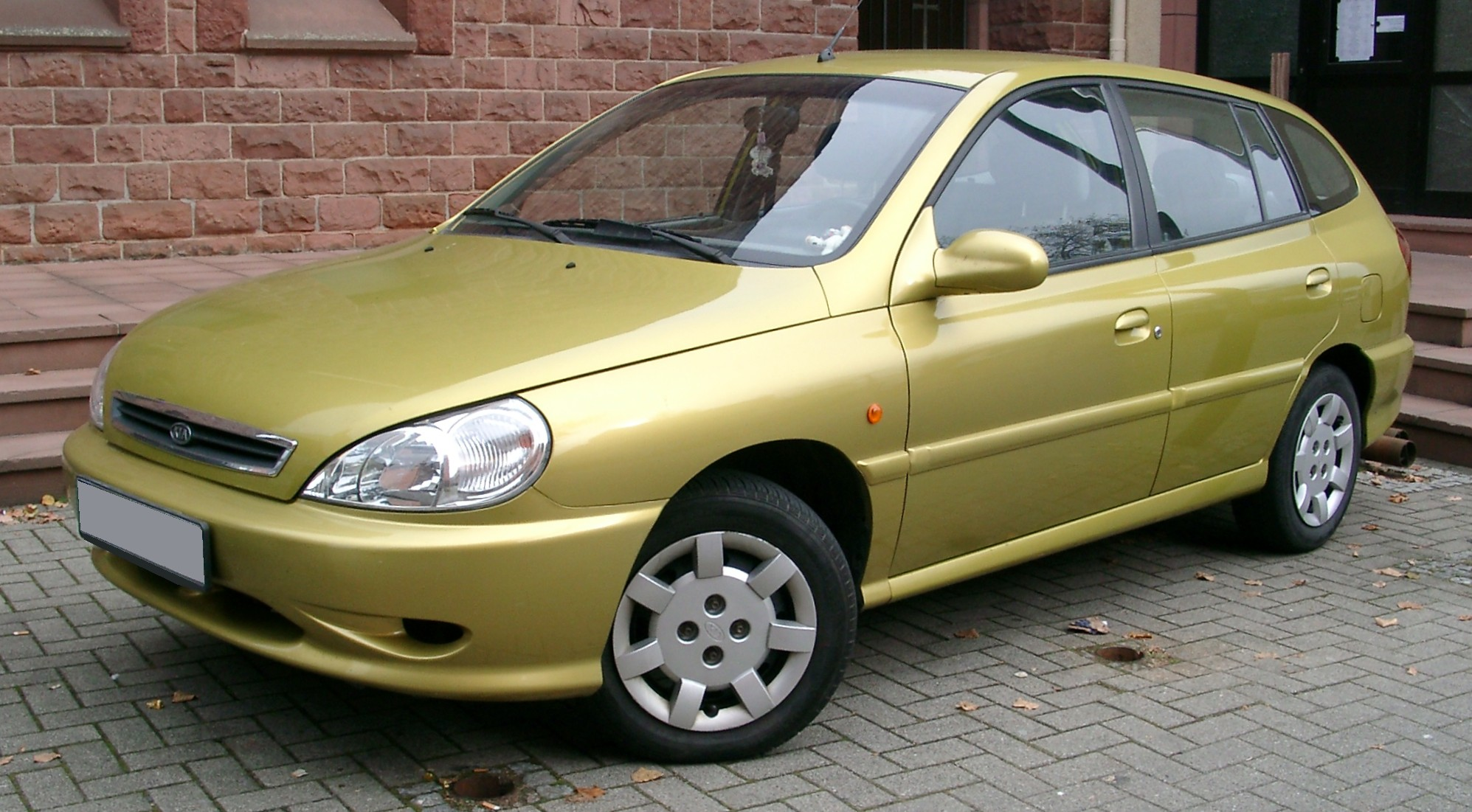
Kia Rio I 5 portes phase 1
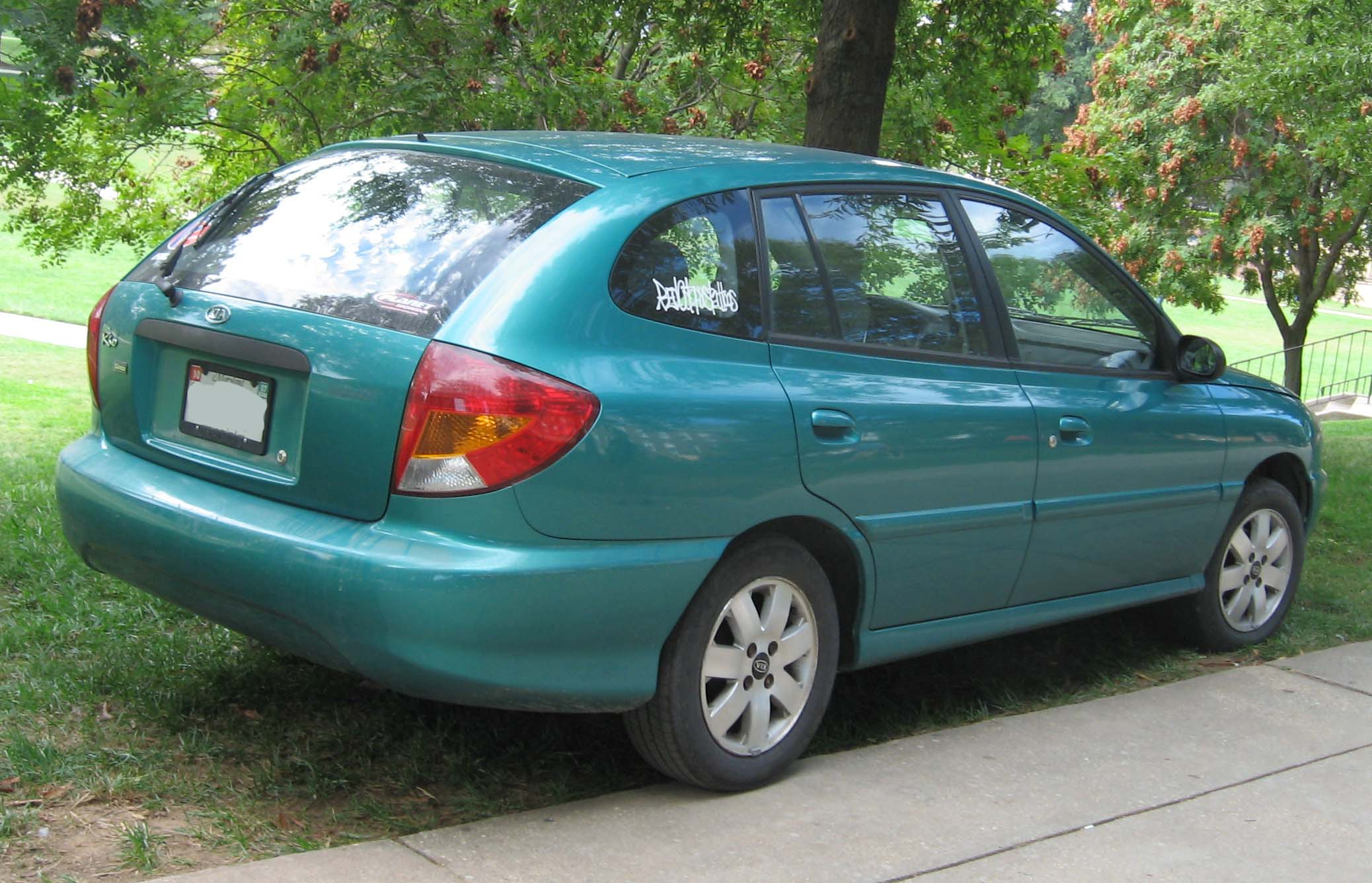
Kia Rio I 5 portes phase 1
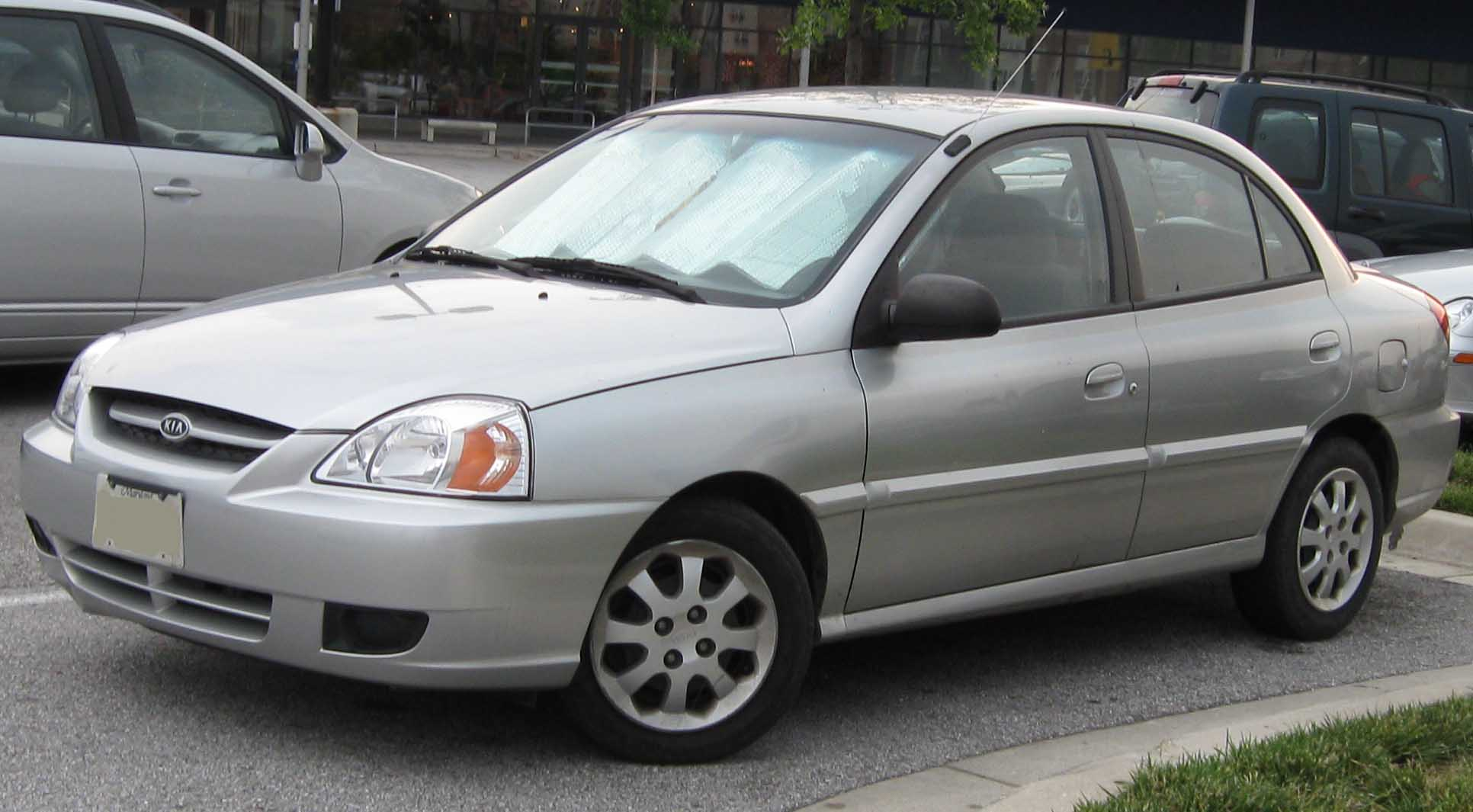
Kia Rio I 4 portes phase 2
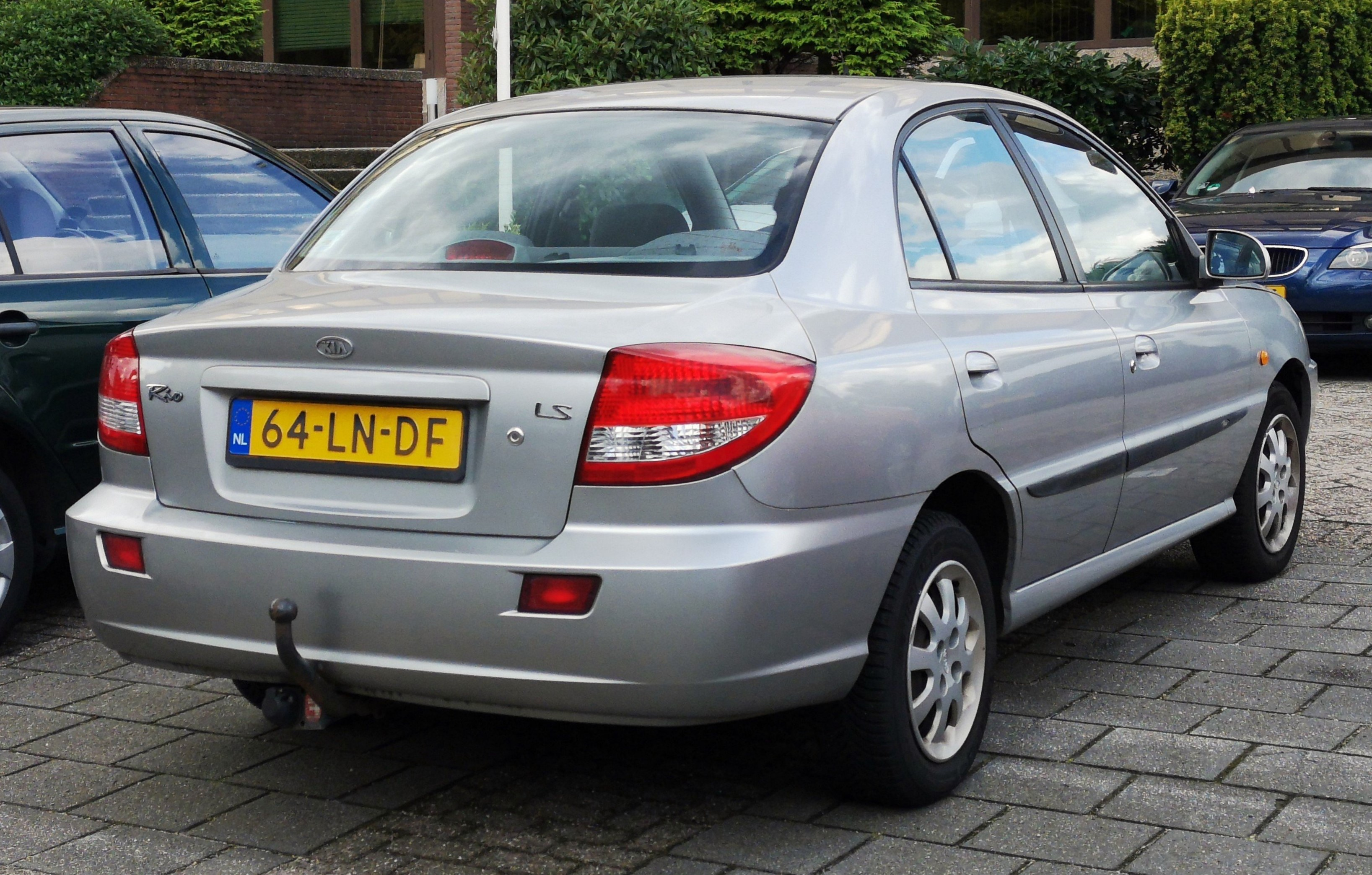
Kia Rio I 4 portes phase 2
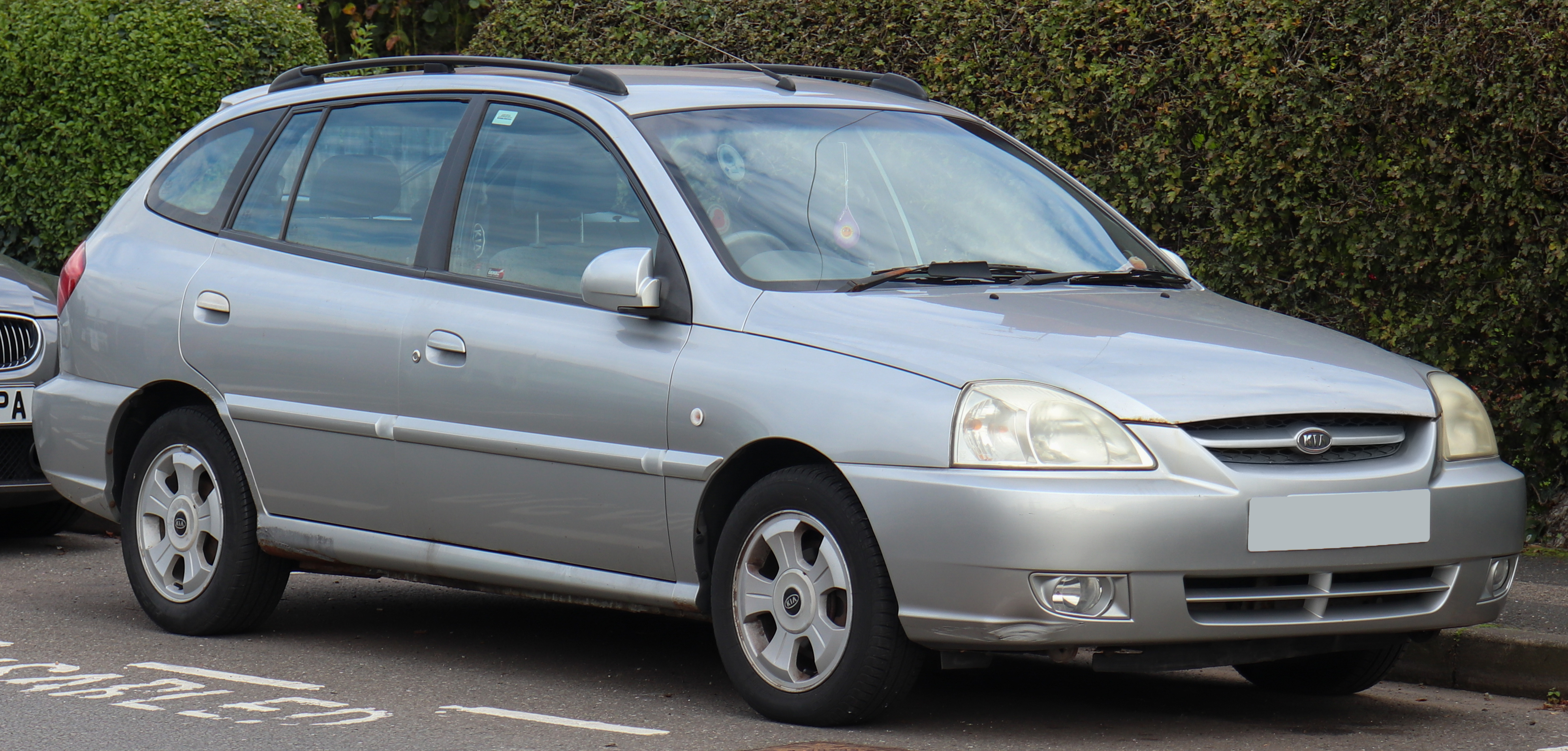
Kia Rio I 5 portes phase 2
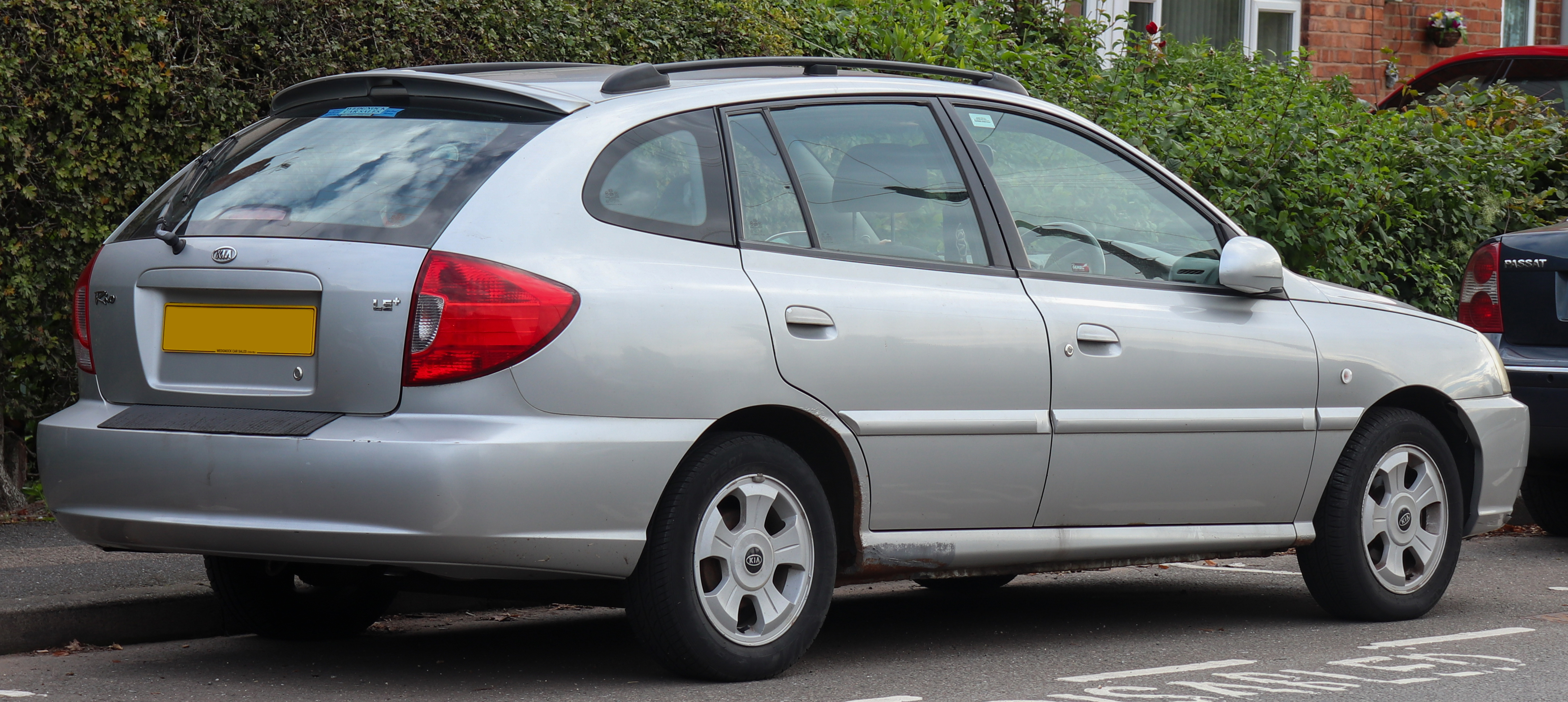
Kia Rio I 5 portes phase 2

| Moteurs      | Puissance | Masse (à vide) | Vitesse Maxi | 0 à 100 km/h | Émissions de CO2 |
| ------------ | --------- | -------------- | ------------ | ------------ | ---------------- |
| Essence 1.3  | 75 ch     |                |              |              |                  |
| Essence 1.5, | 96 ch     | 944 - 970 kg   | 165 km/h     | 10,3 s       |                  |
| Essence 1.6  | 104 ch    | 1 020 kg       | 165 km/h     | 11,7 s       |                  |

## Seconde génération (2005-2011)
Kia introduit la seconde génération du véhicule en début d'année 2005 en Europe et en 2006 pour l'Amérique du Nord. Elle est basée la même plateforme technique que la Hyundai Accent. Le moteur a également été mis à jour avec un 1,6 litre à quatre cylindres, lui aussi partagé avec la Hyundai Accent.
Cette nouvelle génération se démarque par un nouveau design extérieur, avec l'abandon de la physionomie break pour une allure de citadine polyvalente classique pour la version 5 portes. Elle a aussi reçu de nouveaux équipements au niveau sécurité, notamment les rétroviseurs dégivrants, l'ABS, l'ESP en fonction de la finition choisie.
La berline 5 portes a été renommée Rio5 aux États-Unis et au Canada.
En 2009, toutes les versions de Rio et Rio5 reçu au ligne standard avec le satellite radio Sirius (gratuit pour les trois premiers mois) ainsi que des autoradios avec port USB et des prises auxiliaires ; cette prise peut se raccorder via une connexion Bluetooth à des téléphones mobiles pour les appareils avec une prise casque, comme l'iPhone.
| Moteurs         | Puissance | Masse (à vide) | Vitesse Maxi | 0 à 100 km/h | Émissions de CO2 |
| --------------- | --------- | -------------- | ------------ | ------------ | ---------------- |
| Essence 1.6     | 112 ch    | 1 079 kg       | 190 km/h     | 10,2 s       |                  |
| Essence 1.4     | 97 ch     | 1 079 kg       | 177 km/h     | 12,3 s       | 147 g/km         |
| Diesel 1.5 CRDi | 110 ch    | 1 146 kg       | 176 km/h     |              | 121 g/km         |

### Kia Rio Restylée (2010)

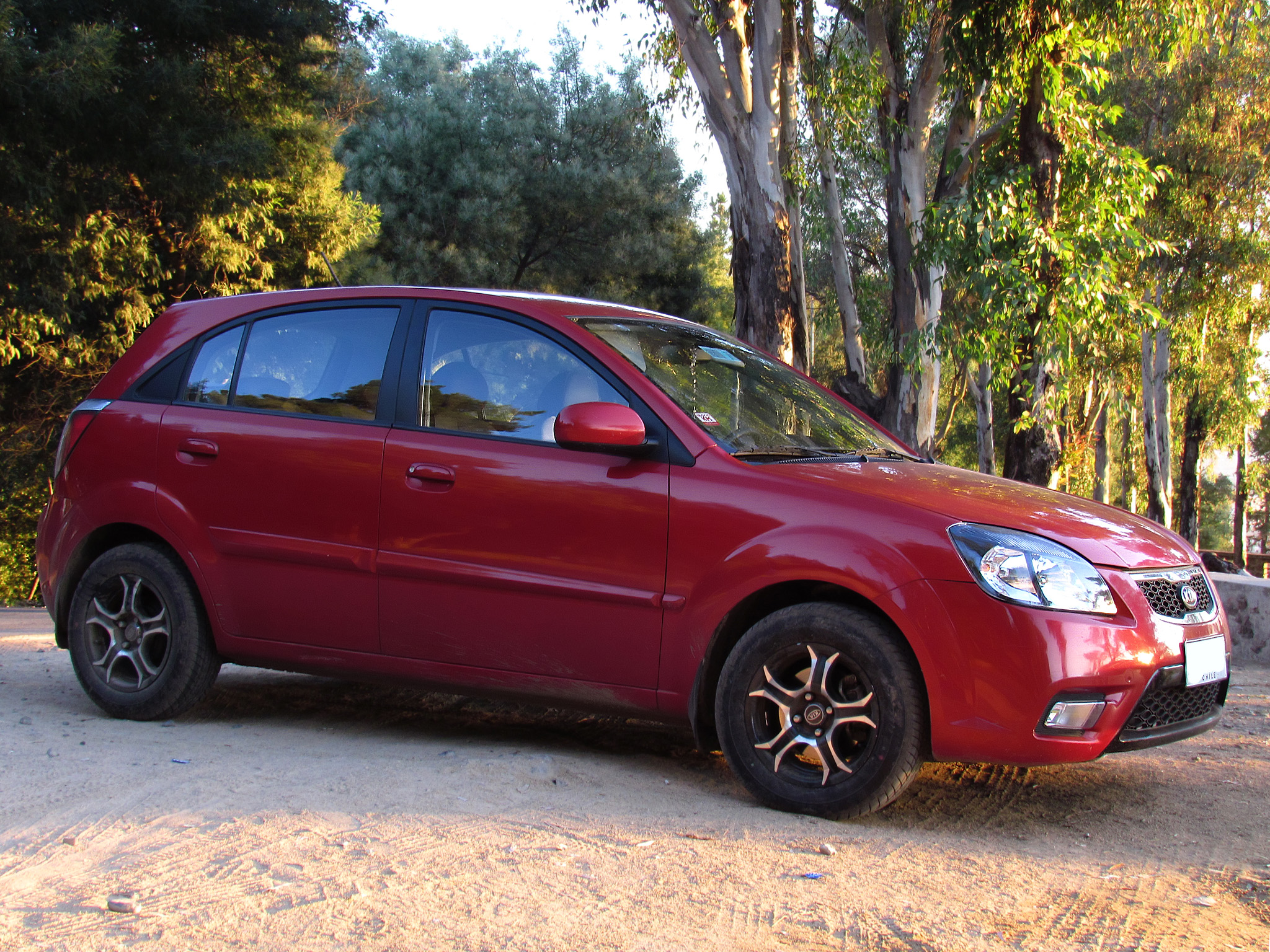
Kia Rio5 Phase II

Depuis l'année 2010, le modèle a été une nouvelle fois restylé avec l'adoption d'une nouvelle calandre et d'un nouveau pare-chocs. Le volant reçoit quant à lui le même design que la Kia Soul, avec en option : un fonctionnement Bluetooth en kit mains-libres, le tableau de bord reçoit un nouveau design rétro-éclairé rouge. Les phares ont été légèrement modifiés, avec un aspect plus sombre, les feux de position latéraux partagent désormais le logement des clignotants.
Les différentes moulures latérales de la voiture sont devenues plus étroites et les couleurs de la carrosserie ont été modifiées ; on note aussi l'ajout de rétroviseurs chauffants et de vitres teintées.
Du côté motorisation, on note l'ajout d'un nouveau moteur 1,4 litre DACT à 4 cylindres 16 soupapes, ainsi que deux moteurs, l'un diesel et l'autre essence de 1,5 litre à DACT et 4 cylindres 16 soupapes. Ils ont tous deux une boîte manuelle à 5 vitesses.

## Troisième génération (2011-2016)
Les premières photos officielles de la troisième génération de la Kia Rio sont publiées le 11 février 2011.
La voiture a ensuite été dévoilée en mars 2011 au Salon automobile de Genève et désormais disponible en concession.
Elle possède quatre motorisations (deux blocs diesel et deux blocs essence) allant de 70 a 109 ch. La Rio est disponible en 5 portes et dans une inédite version 3 portes (le modèle 4 portes n'étant toujours pas commercialisée en France).
On note l'ajout d'un diesel 1,1 litre, affichant 85g CO2 au km et une consommation de 3,2 l/100 km[réf. nécessaire].
La Rio a été restylée au Mondial de l'automobile de Paris 2014. Le bouclier avant devient un peu plus présent et agressif. À l'arrière, le bouclier adopte un style inspiré de la Soul. Dans l'habitacle, peu de changements si c'est de nouveaux inserts de chrome et la présence d'un écran multimédia 7 pouces de dernière génération.
Sa gamme est composée de 6 niveaux de finitions :
- Motion : 6 airbags, ESP, radio 4HP, ordinateur de bord, etc.
- Style (en plus) : climatisation, régulateur de vitesse, etc.
- Active (en plus) : climatisation automatique, jantes alliage, éclairage et essuie-glace automatiques, 4 vitres électriques, Bluetooth, etc.
- Premium (en plus) : 6HP, jantes 16 pouces, radar de recul, feux AV et AR à LED, sellerie mi-cuir, etc.
- Sport (en plus, sauf mi-cuir) : jantes 17 pouces.
- Edition 7 : système de navigation avec écran tactile de 7 pouces, sellerie cuir, caméra de recul, rétroviseurs rabattables électriquement intégrant les répétiteurs de clignotant à LED, éclairage d'intersection.

Voici la liste des tarifs en 5 portes en France :
- 1.2 85 ch ISG Motion : 12 490 €
- 1.2 85 ch ISG Style : 14 090 €
- 1.2 85 ch ISG Active : 15 390 €
- 1.4 109 ch Premium : 17 490 €
- 1.4 109 ch Premium automatique : 18 690 €
- 1.1 CRDi 75 ch ISG Motion : 14 190 €
- 1.1 CRDi 75 ch ISG Style : 15 790 €
- 1.1 CRDi 75 ch ISG Active : 17 090 €
- 1.4 CRDi 90 ch Style : 16 590 €
- 1.4 CRDi 90 ch Active : 17 890 €
- 1.4 CRDi 90 ch Premium : 19 290 €

## Quatrième génération (2017-2023)
Les premières photos et informations officielles concernant la quatrième génération de la Kia Rio sont diffusées au début du mois de septembre 2016 avant une présentation officielle le 29 septembre 2016 dans le cadre du Mondial de l'automobile de Paris.

### Présentation
La nouvelle Rio est légèrement agrandie et la presse spécialisée souligne, lors de son lancement, le style extérieur plus dynamique que la génération précédente, la planche de bord au dessin horizontal visant à accroître la sensation d'espace à bord ainsi qu'une ergonomie améliorée,. La production commence fin 2016 pour une commercialisation au premier trimestre 2017.

Kia Rio IV
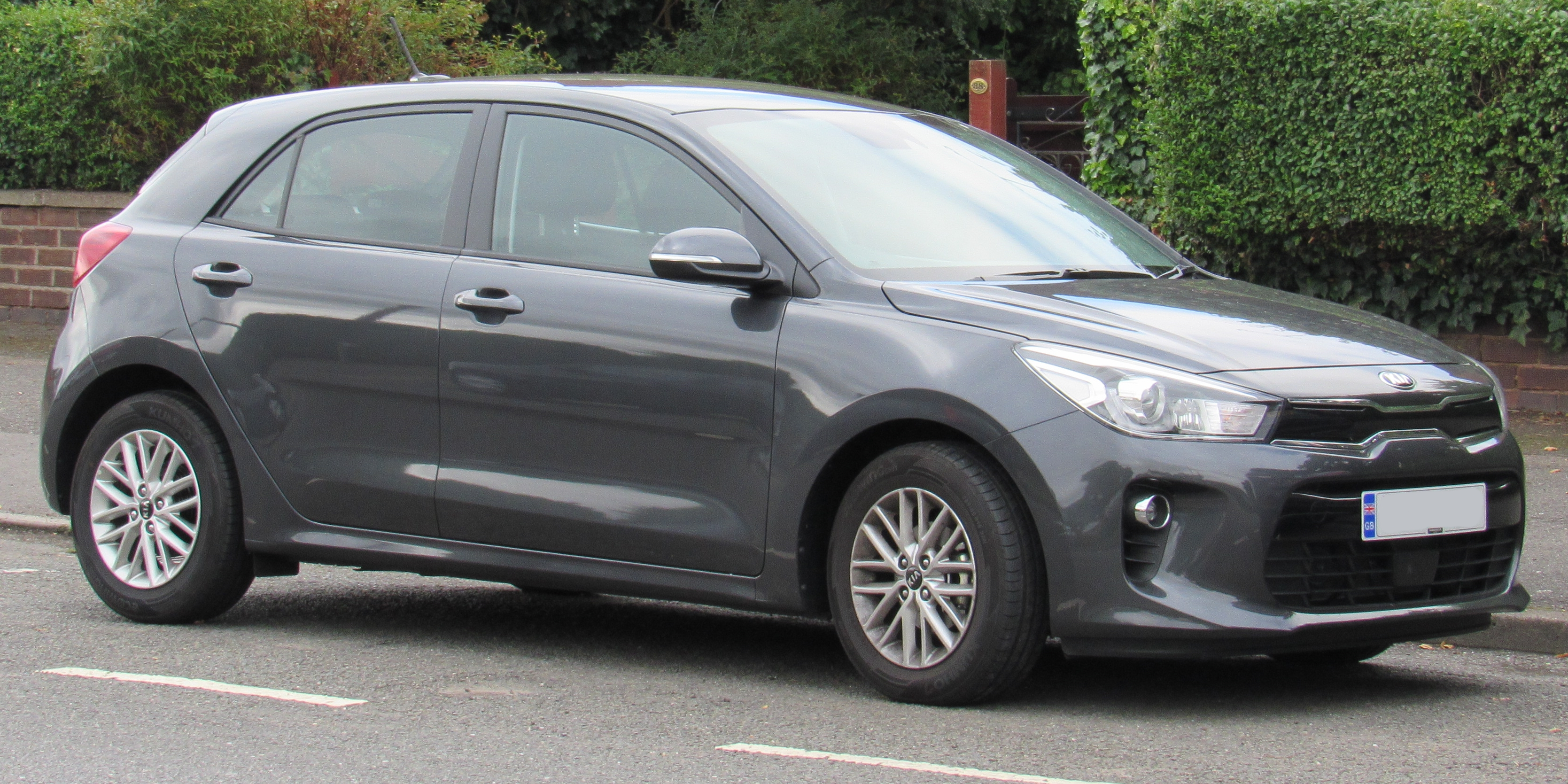
Kia Rio IV 5 portes phase 1
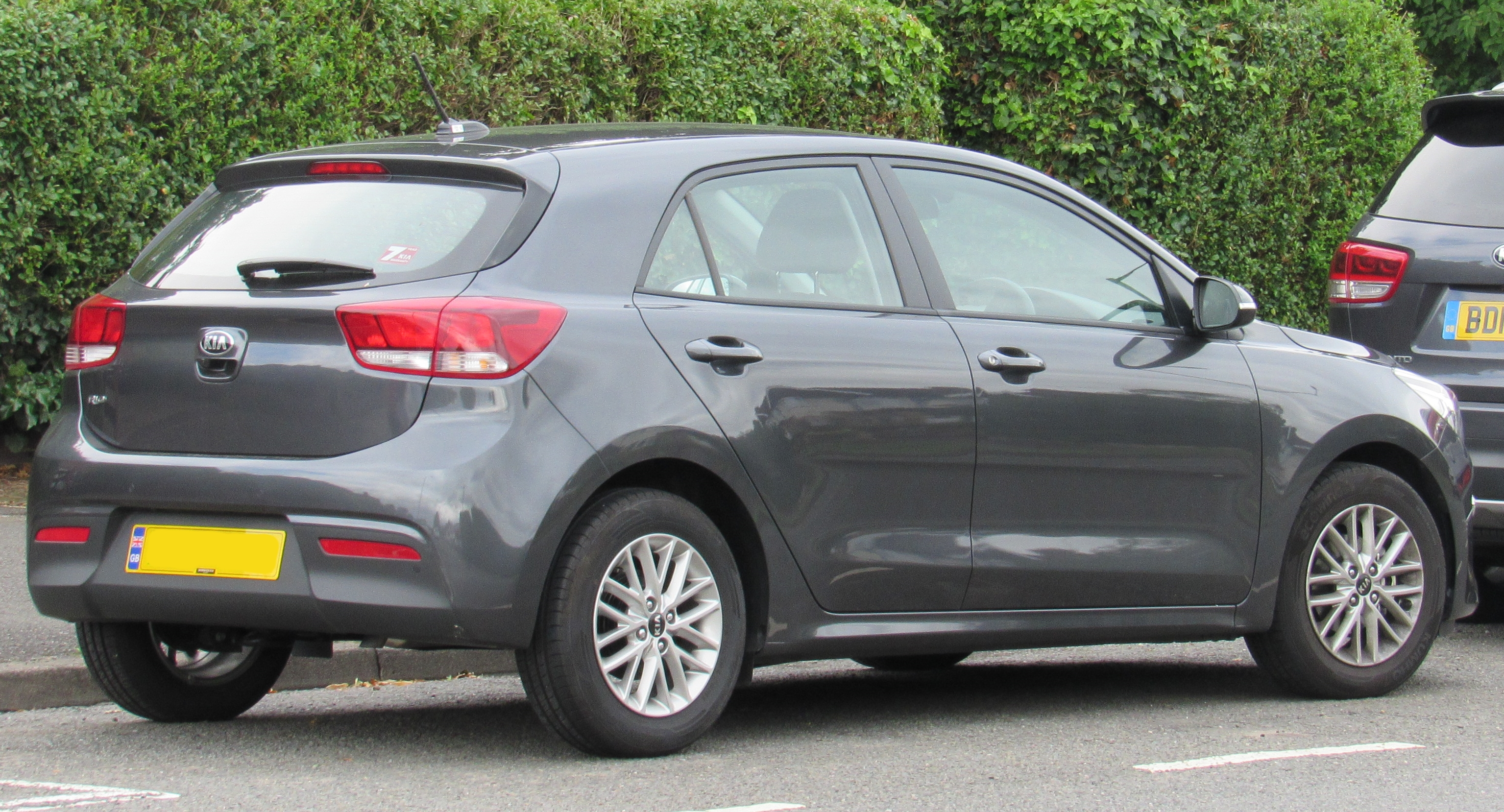
Kia Rio IV 5 portes phase 1
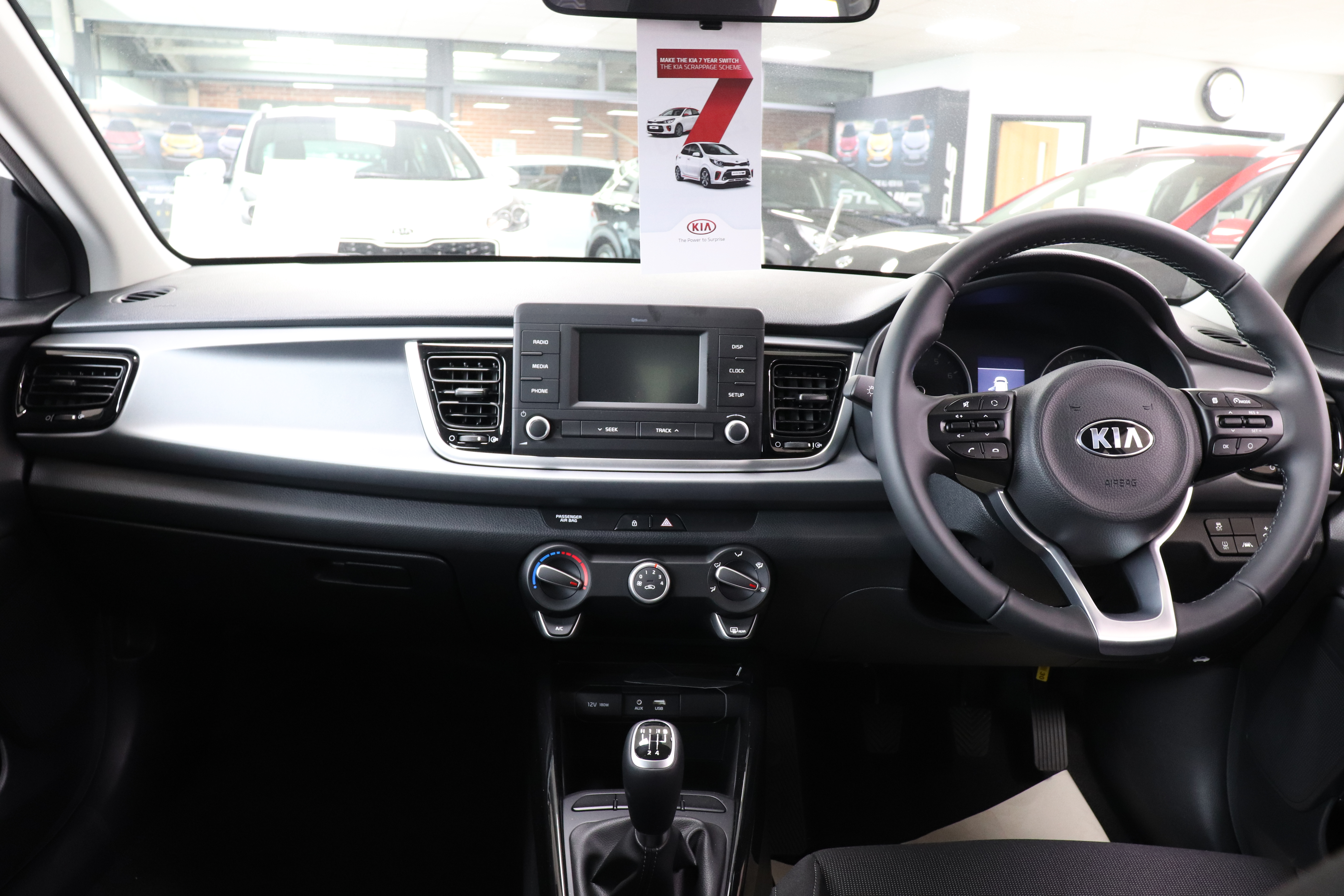
Kia Rio IV 5 portes phase 1 (intérieur)
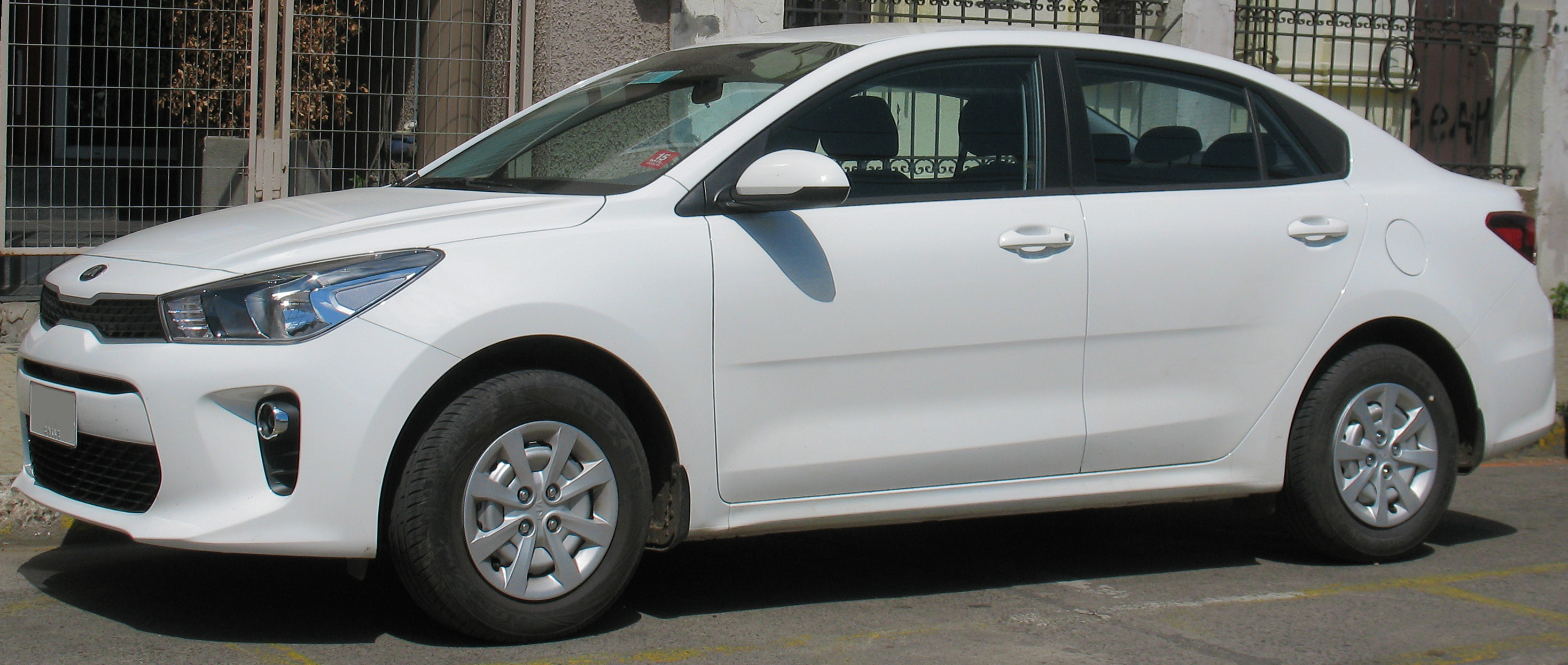
Kia Rio IV 4 portes phase 1
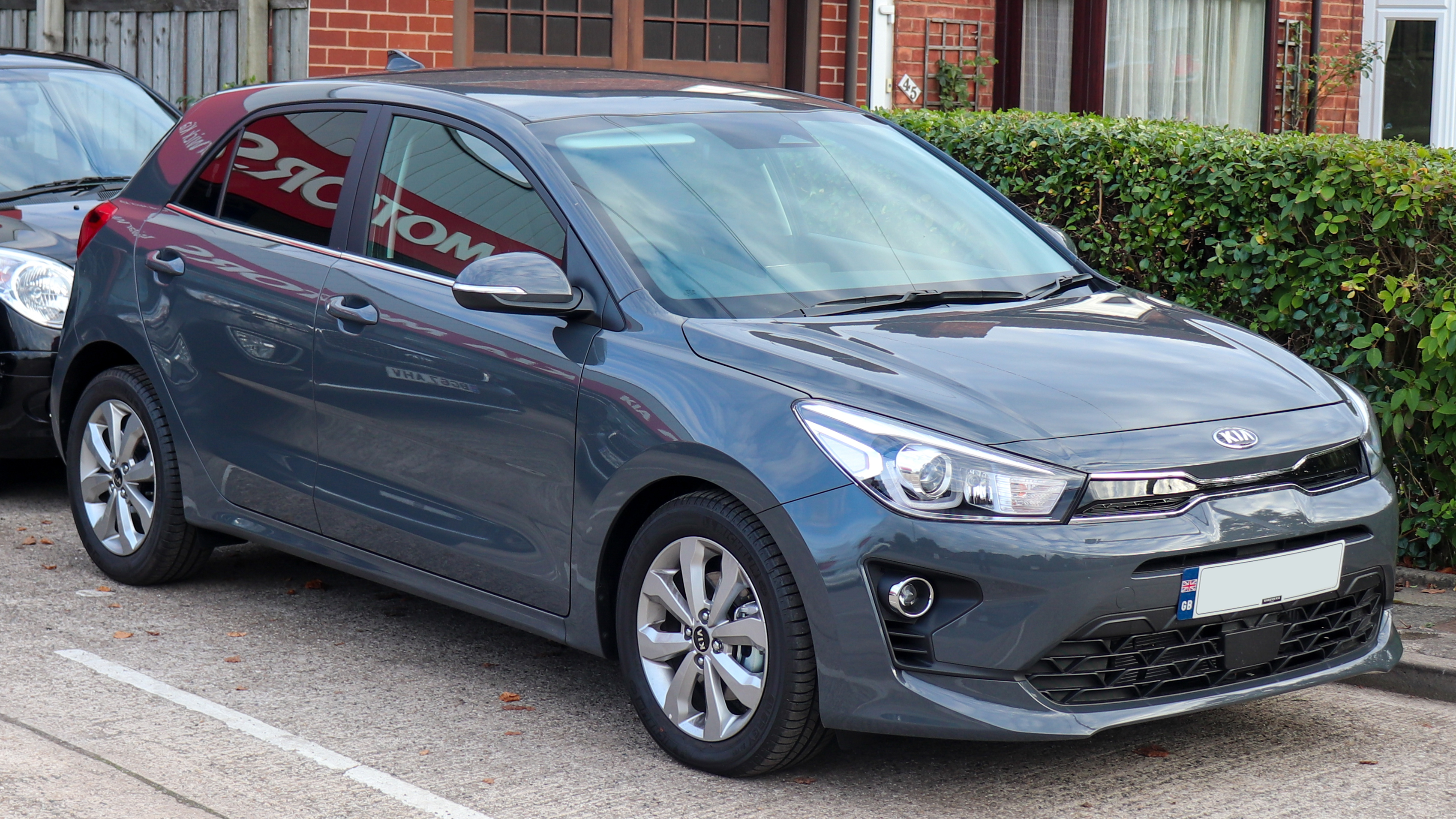
Kia Rio IV 5 portes phase 2 (ancien logo)
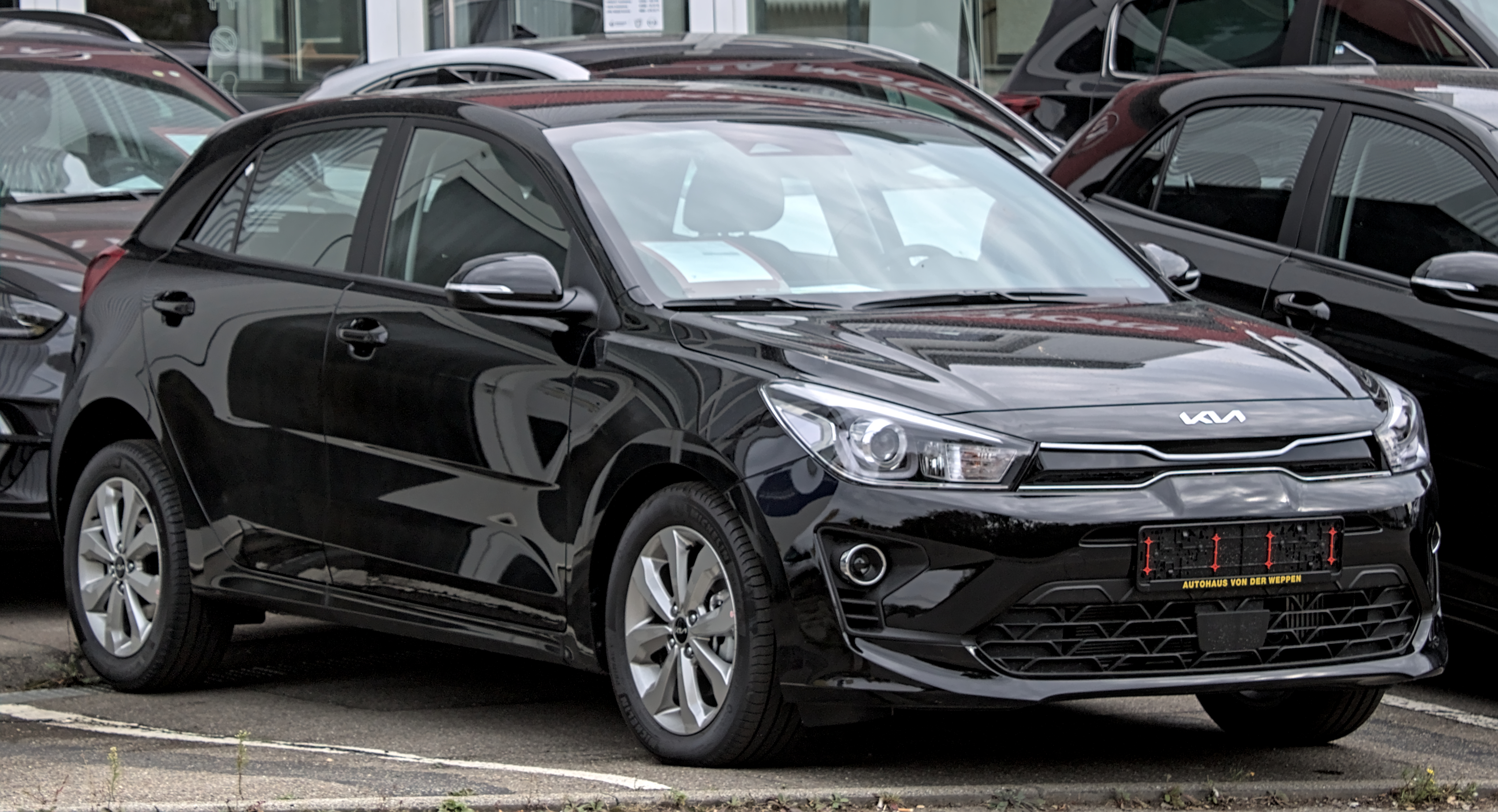
Kia Rio IV 5 portes phase 2 (nouveau logo)
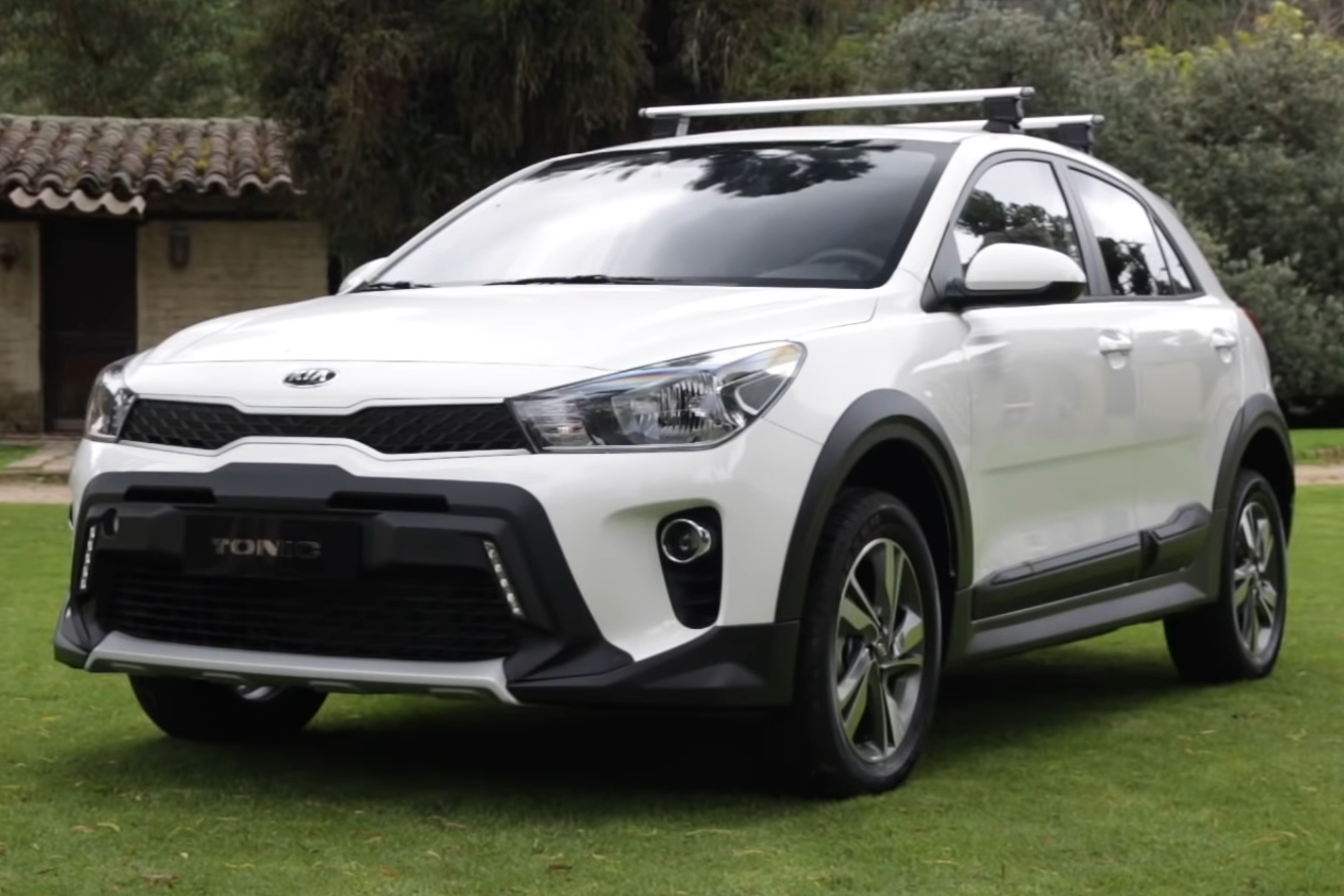
Kia Tonic (modèle colombien)
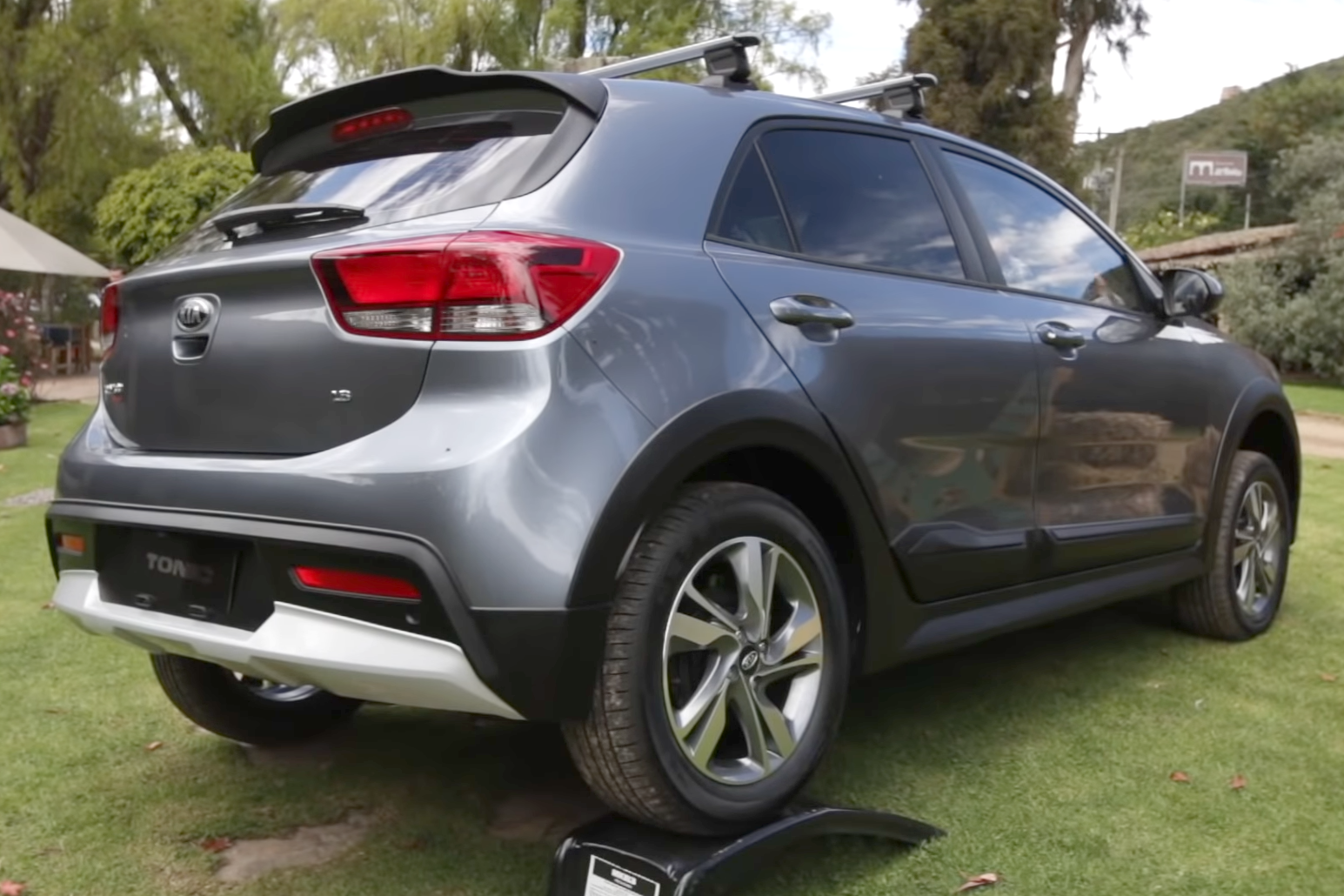
Kia Tonic (modèle colombien)

Phase 2
La version restylée de la Rio est présentée fin mai 2020.
La Rio n'est plus proposée en Europe depuis 2024, sans être remplacée,.

### Finitions
- Motion
- Active
- GT-line
- GT-line Premium

### Séries spéciales
- Blue Edition

### Kia Tonic
Une version typée crossover est fabriquée au Mexique à destination de quelques rares pays d'Amérique latine. Ce modèle s'appelle Kia Tonic en Colombie et Kia Rio Cross dans les autres pays (Panama, Pérou).